# Musée Arcabas en Chartreuse
Le Musée Arcabas en Chartreuse est un musée départemental de l'Isère qui se trouve sur la commune de Saint-Pierre-de-Chartreuse. Situé au cœur du Parc naturel régional de Chartreuse, le musée Arcabas en Chartreuse est hébergé dans l'église de Saint-Hugues-de-Chartreuse, bâtie en 1860 dans le hameau de Saint-Hugues-de-Chartreuse. Voulu, pensé, réalisé par un seul artiste, Arcabas, au fil de plus de trente années, cet ensemble comportant 111 œuvres se place parmi les réalisations les plus abouties de l'art sacré du XXe siècle.[réf. nécessaire]

## Le site
Le musée Arcabas en Chartreuse est situé sur la commune de Saint-Pierre-de-Chartreuse au sein du massif de la Chartreuse. Ce massif subalpin entièrement d’origine sédimentaire a été plissé et faillé lors de la formation des Alpes durant les trente derniers millions d'années. Le massif de Chartreuse est situé aux trois quarts en Isère et pour l'autre quart en Savoie ce qui en fit durant plusieurs siècles, jusqu’en 1860, une frontière naturelle de la France. Trois villes portes en permettent l’accès, Grenoble au Sud, Chambéry au Nord et Voiron à l'Ouest. La face Est de la Chartreuse borde la vallée du Grésivaudan. Massif préalpin, la Chartreuse compte une vingtaine de sommets de plus de mille mètres dont quatre dépassent 2 000 m s.l.m. (Chamechaude, la Dent de Crolles, les Lances de Malissard et le Grand Som).
La Chartreuse doit sa renommée aux moines chartreux qui vinrent s'installer dans le massif sous la conduite de saint Bruno en 1084 pour créer le monastère de la Grande Chartreuse, maison mère de toutes les Chartreuses du monde. Aujourd'hui cet ordre est surtout connu du grand public grâce à sa liqueur réputée dans le monde entier.
De nos jours, le cœur économique du territoire reste lié à ses richesses naturelles. Avec plus de 60 % de ses espaces couverts de forêts, la sylviculture et le travail du bois sont tout naturellement des activités phares du massif. Toutefois, l'agriculture n'est pas à négliger au travers de ses productions, son tissu social, et son rôle dans l’entretien des paysages. Enfin, le tourisme vert et le tourisme d'hiver font de la Chartreuse un pôle d’attractivité très fort pour les personnes pratiquant un tourisme à taille humaine. Conscients de toutes ses richesses les acteurs locaux décident de créer en 1995 le Parc naturel régional de Chartreuse qui regroupe la grande majorité des communes du massif. La création de ce parc avait un triple objectif : la protection du patrimoine, l’investissement environnemental et le développement et l'innovation économique et sociale. En 1997, pour sauvegarder le site menacé par des projets touristiques, la Réserve Naturelle des Hauts de Chartreuse est créée sur la partie est du massif.

## Le musée
Voulu, pensé, réalisé par un seul artiste, abandonné puis repris au fil de plus de trente années, cet ensemble unique se place parmi les réalisations les plus ardentes, mais aussi les plus abouties de l'art sacré contemporain.
Après plusieurs années passées en recherche de murs d'églises à peindre où il pourrait s'exprimer, dire sa foi par la peinture, sa vocation, c'est en février 1952 qu'enfin Arcabas rencontre la modeste église de Saint-Hugues et son curé, Raymond Truffot. L'église est en réfection de toiture et de sol. Le maire, confiant dans son curé, acceptera une intervention artistique à l'intérieur de l'église gracieusement offerte par ce peintre inconnu. C'est le début d'une aventure, mais aussi d'une amitié entre un artiste et un prêtre, lequel portera au jeune homme de vingt cinq ans une confiance sans faille jusqu'à sa mort.
Arcabas développera son œuvre en 3 registres. En 1952, une frise sur toile de jute à dominante rouge, peinte à l'œuf, sucre et miel, ceinture l'église et relie par 2 fresques sur les lunules, la vie humaine et les commandements dans la nef avec la vie divine dans le chœur. En 1972, il pose le Couronnement, réhausse sa première création par le cercle chromatique et l'or en 31 toiles de lin. Il ponctue sa création picturale par 53 toiles illustrant la vision du monde de l'artiste à travers les textes sacrés.
Devenant musée départemental en 1984, l'artiste complète son œuvre par la Prédelle, bandeau composé de 53 toiles l'année suivante, et posera une dernière création, le Christ mort en mémoire de Raymond Truffot en 1992.

## Galerie

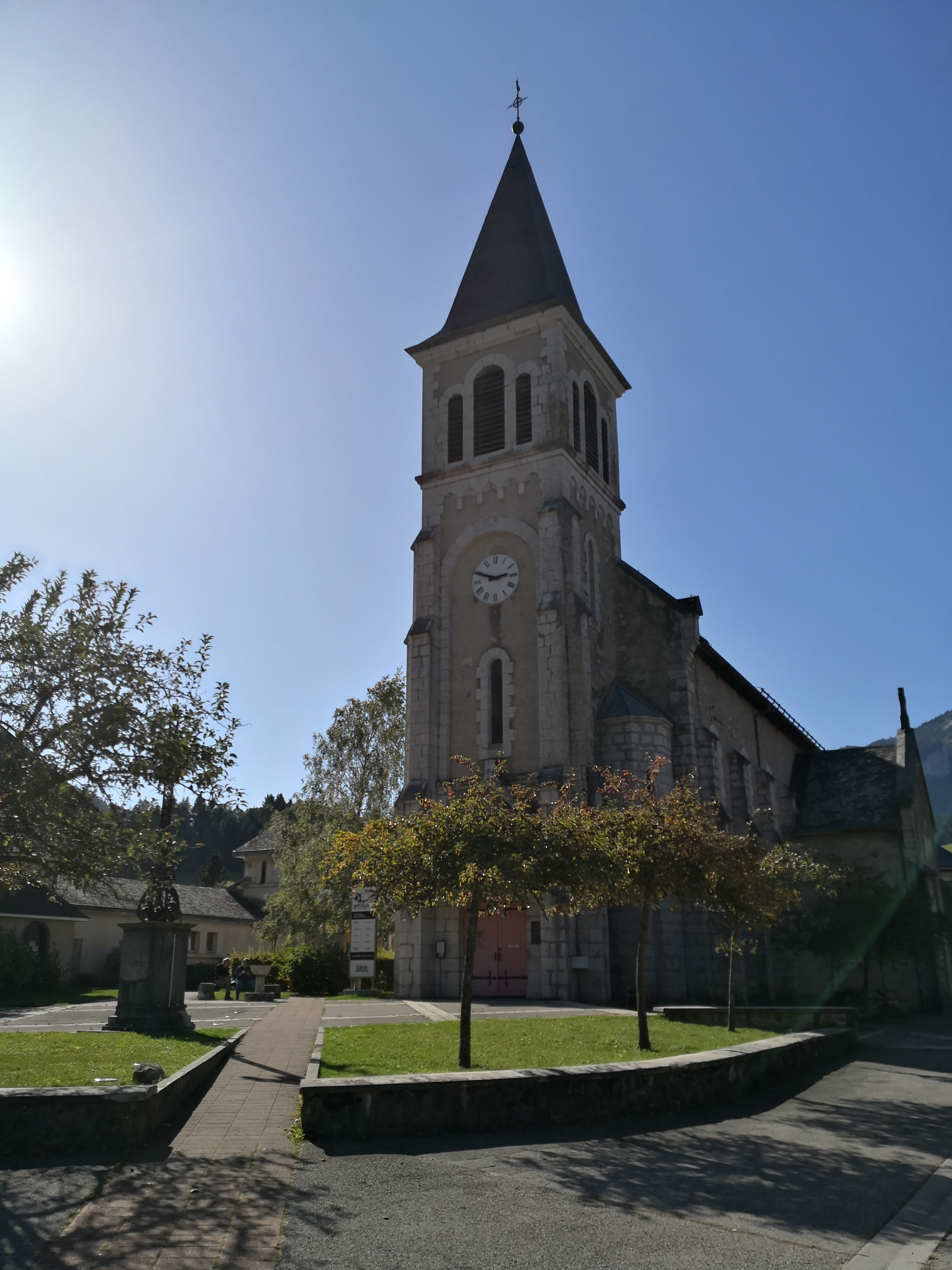
Vue extérieure du musée Arcabas en Chartreuse - Octobre 2019 - © Musée Arcabas en Chartreuse.
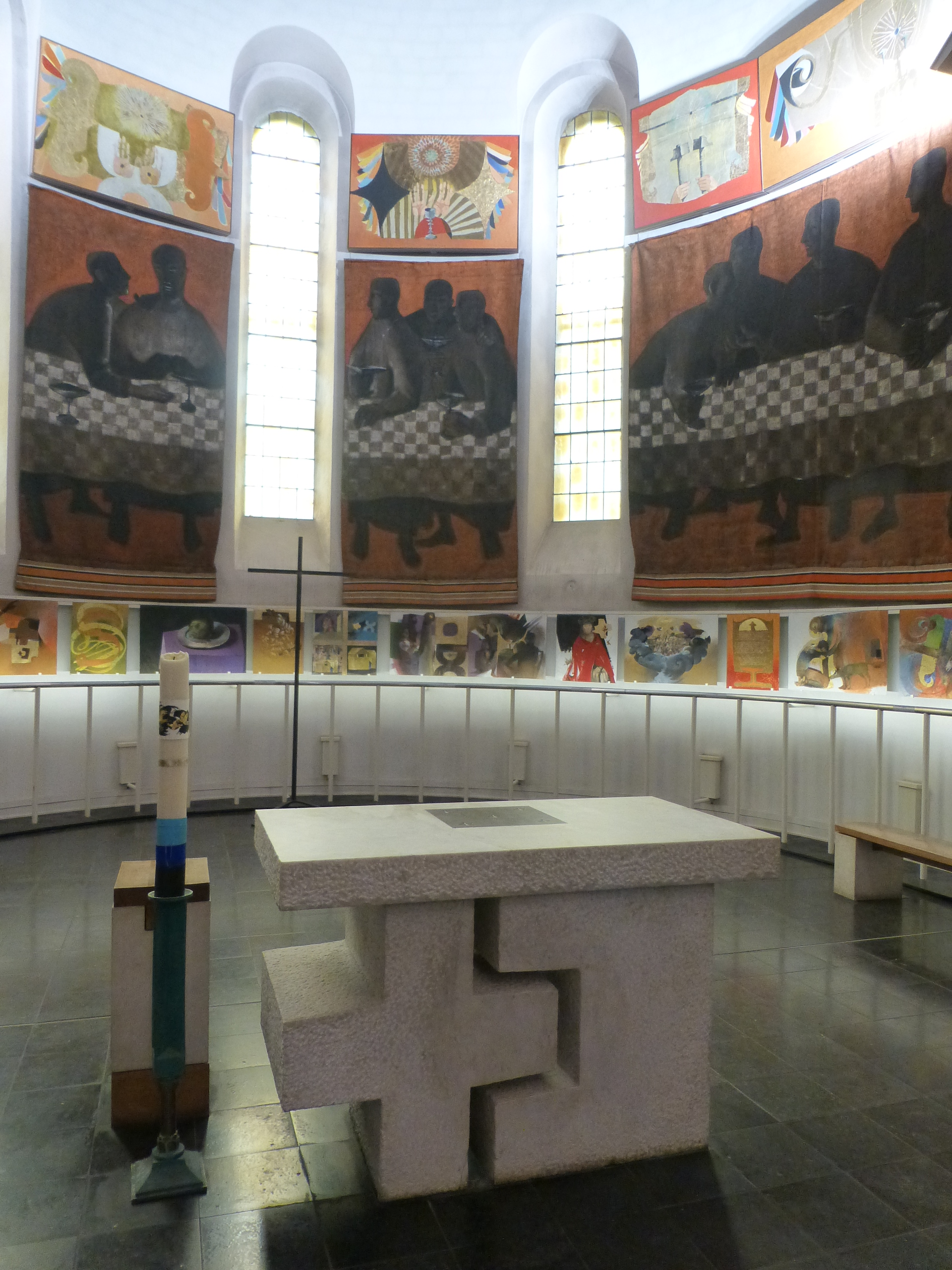
Autel en marbre de Russie - 1966.
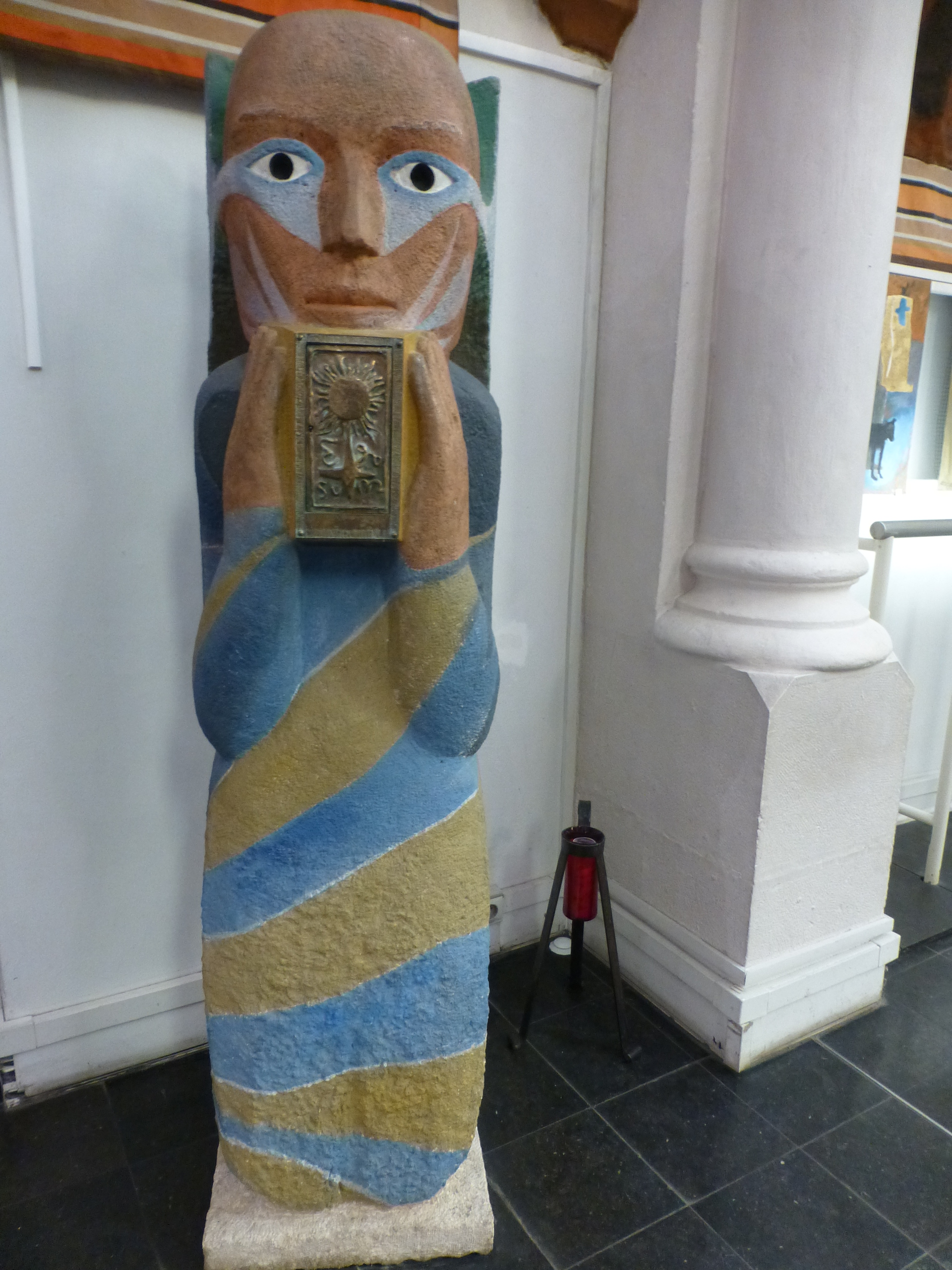
Tabernacle - 1967.
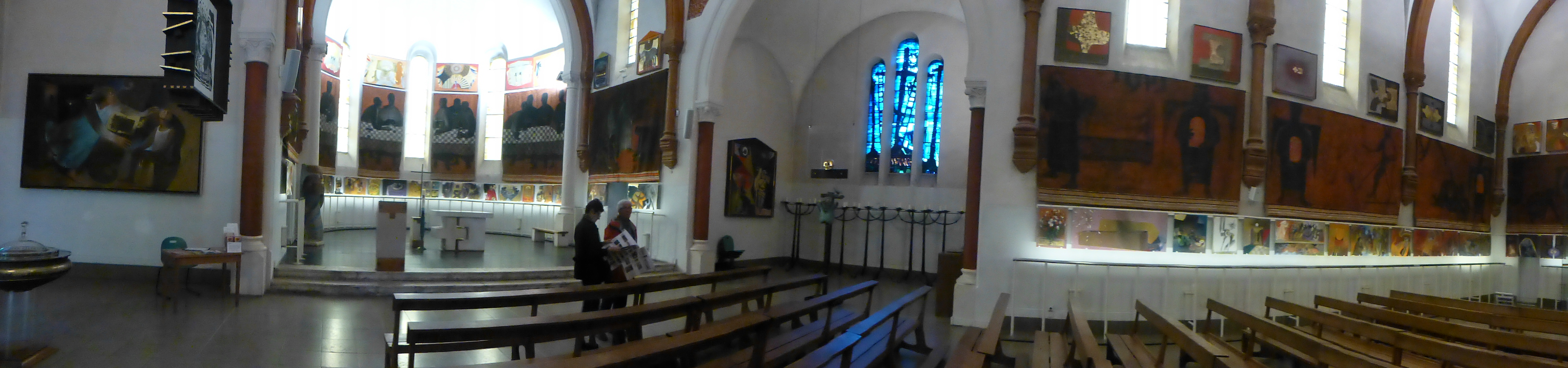
Vue panoramique 180° du musée.